# 圣琼·佩斯
圣琼·佩斯（Saint-John Perse，1887年5月31日—1975年9月20日），法国诗人和剧作家，笔名Alexis Léger和Alexis Saint-Léger Léger。他曾在贝熙业等人陪同下游历中国，并用横越戈壁和京西妙峰山庙会为背景，写出印象派长诗《远征》（Anabase）。他于1960年获得诺贝尔文学奖，获奖原因为“由于他高超的飞越与丰盈的想像，表达了一种关于目前这个时代之富于意象的沉思”。

## 主要作品
著有長詩《流放》、《雨》、《雪》、《風》和《航海標誌》等作品。

## 作品在台灣的出版
- 諾貝爾文學獎全集編譯委員會/編譯，《聖瓊‧佩斯》，台北市：九五文化，1981年。
- 莫渝/編譯，《白睡蓮：法國散文詩精選》，台北市：桂冠圖書公司，2001年。--當中收錄幾首佩斯的詩作。

## 作品在中国大陆的出版
- 弗朗西斯‧雅姆(Jammes F.)等人/著，《法國九人詩選》，上海人民出版社，2009年。

## 相關書籍
- 艾曼紐‧盧瓦耶(法)/著，《流亡的巴黎：二戰時棲居紐約的法國知識分子》，廣西師範大學出版社，2009年。